# Gibson SG
La Gibson SG és un model de guitarra elèctrica de cos sòlid introduït a la fi de la dècada del 1960. És similar al model Gibson Les Paul, però és més lleugera degut sobretot que el cos és més estret i amb doble "retall", per a sobre i sota del diapasó.

## Història

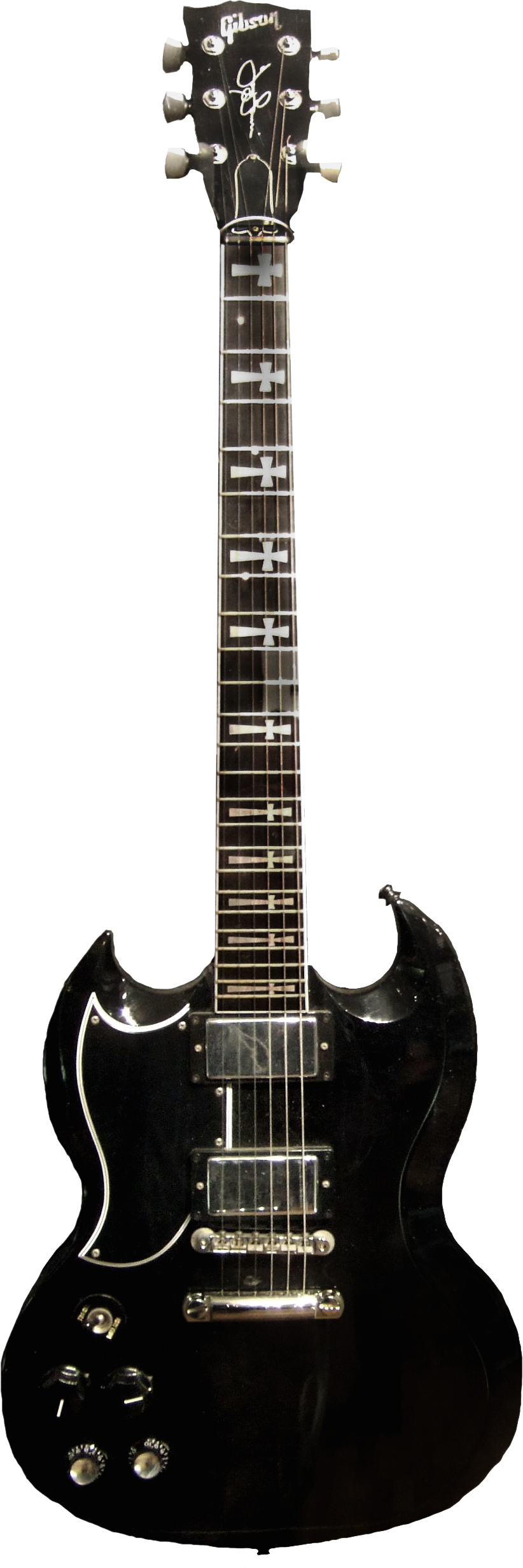
Iommi SG

En l'any 1952 Lester William Polfuss, àlies Les Paul, va crear la guitarra coneguda ara com la guitarra Les Paul per a Gibson Guitar Corporation. A pesar que ell hi toqués habitualment i que es fes difusió, no podia competir amb la Fender Stratocaster i el 1960 va ser un any nefast per les vendes de Les Paul.
És per això que en el 1961 Orville Gibson va millorar el model Les Paul amb un cos completament renovat que era més prim i amb dues banyes agudes i retallades, que feien més accessibles els trasts superiors, i també amb un diapasó més fi a la punta i més gruixut a mesura que s'apropava al cos i més pesat i fi amb el resultat que el music pogués tenir més agilitat arribant al punt que el diapasó va ser enunciat com "el més ràpid del món". Totes aquestes modificacions abaratien els costos de producció i també podia competir amb la Fender Stratocaster, i així el 1961 va sortir la nova Gibson Les Paul.
Les Paul en veure el nou model (Orville Gibson no el va avisar de les modificacions) a l'aparador d'una botiga, va voler que el seu nom fos retirat d'"aquestes guitarres", deia que aquesta no era la seva guitarra, però Gibson ja tenia fabricats massa recanvis per la tapa de l'ànima de les guitarres amb el seu nom gravat així que el model va continuar portant la seva firma fins al 1962. Llavors Gibson va donar a aquesta guitarra el nom "SG", abreviatura de "Solid Guitar" (guitarra de cos sòlid).
En la dècada de 1970 van aparèixer altres marques i models que emulaven l'estil de Gibson, copiant també els seus clàssics models Les Paul i SG. La marca japonesa Yamaha va treure a la darreria de la dècada models SG com els 1000, 2000 i 3000, que van ser usats per guitarristes de l'època. A Anglaterra van aparèixer les marques John Birch (Birmingham) i Gordon Smith (Manchester).

## Models i variacions
Els models Custom de l'any 1961 al 1963 no porten la insígnia 'SG', però ho són, tanmateix tenen la firma Les Paul entre el diapasó i la pastilla greu. Els models Standard tenen "Les Paul" gravat a la tapa que cobreix l'ànima des de 1961 fins a principis de 1963. Els models produïts entre 1961 i 1965 tenen colpejador petit; els models posteriors a 1965 tenen colpejador gran, al voltant de les pastilles (tanmateix encara estan disponibles variants i reedicions amb el colpejador petit).
Amb la forma de la SG també es va oferir un model Junior similar a l'anterior Les Paul Junior. Aquest model té una única pastilla P-90 i palanca vibrato opcional. La SG Special va ser introduïda poc més tard amb dues pastilles P-90 i palanca de vibrato opcional.
En l'any 1961 es va llançar una línia de baixos amb un cos similar al de la Sg, el Gibson EB-3 i en l'actualitat hi ha un altre model del mateix estil anomenat Gibson SG Bass. El baix Gibson EB-0 va sofrir unes transformacions l'any 1961, que el van deixar amb un disseny molt similar a la Sg.
A començaments dels 70 van aparèixer diversos canvis en diferents models, des de les SG-100 i SG-200 de baix cost fins a les luxoses SG Pro i SG Deluxe però a la fi dels anys setantaref es va tornar als estils antics.
També existeix un model amb doble diapasó (Gibson EDS-1275) que van tocar Jimmy Page, Slash i Pete Townshend.
Gibson ofereix moltes variacions sobre el cos bàsic d'estil SG, incloent models com Special, Supreme, Angus Young Special, Faded i Gothic.
Epiphone, submarca de Gibson Guitar Corporation, també ofereix diversos models de la SG anomenats G- i acompanyats d'un nombre segons sigui el cas com el G-400 que és el més comú i la Epiphone Les Paul Custom, així com una de doble diapasó anomenada Epiphone G-1275
També es va crear un comandament de videojocs per al videojoc Guitar Hero amb el cos d'una SG.

## Usuaris
Entre els millors guitarristes que usaven i usen aquesta guitarra es troba principalment Daron Malakian de System of a Down, Pete Townshend de The Who, Eric Clapton a Cream, George Harrison de The Beatles, Duane Allman de The Allman Brothers Band, Robbie Krieger de The Doors (encara que a vegades usava una Les Paul en els enregistraments), Jimmy Page de Led Zeppelin, Angus Young d'AC/DC, Tony Iommi de Black Sabbath i Frank Zappa. A Catalunya, Esteve Fortuny de l'Elèctrica Dharma també tocava amb aquesta guitarra.